# Sphaerocera xiphosternum
Sphaerocera xiphosternum är en tvåvingeart som beskrevs av Richards 1965. Sphaerocera xiphosternum ingår i släktet Sphaerocera och familjen hoppflugor. Inga underarter finns listade i Catalogue of Life.